# ATP-toernooi van Chengdu
Het ATP-toernooi van Chengdu is een jaarlijks terugkerend tennistoernooi voor mannen dat wordt georganiseerd in het Chinese stad Chengdu. De officiële naam van het toernooi is de Chengdu Open. Het toernooi valt in de categorie "ATP Tour 250".
De eerste editie van het toernooi had plaats in 2016. De ondergrond is hardcourt. Het toernooi verving het ATP-toernooi van Kuala Lumpur.

## Finales

### Enkelspel
| Jaar       | Winnaar                                | Verliezend finalist                    | Uitslag                                |
| ---------- | -------------------------------------- | -------------------------------------- | -------------------------------------- |
| 2016       | Karen Chatsjanov                       | Albert Ramos                           | 6-7(4), 7-6(3), 6-3                    |
| 2017       | Denis Istomin                          | Marcos Baghdatis                       | 3-2 opgave                             |
| 2018       | Bernard Tomic                          | Fabio Fognini                          | 6-1, 3-6, 7-6(7)                       |
| 2019       | Pablo Carreño Busta                    | Aleksandr Boeblik                      | 6-7(5), 6-4, 7-6(3)                    |
| 2020- 2022 | Geen toernooi wegens de coronapandemie | Geen toernooi wegens de coronapandemie | Geen toernooi wegens de coronapandemie |
| 2023       | Alexander Zverev                       | Roman Safioellin                       | 6–7(2), 7–6(5), 6–3                    |
| 2024       | Shang Juncheng                         | Lorenzo Musetti                        | 7–6(4), 6–1                            |

### Dubbelspel
| Jaar       | Winnaars                               | Verliezend finalisten                   | Uitslag                                |
| ---------- | -------------------------------------- | --------------------------------------- | -------------------------------------- |
| 2016       | Raven Klaasen Rajeev Ram               | Pablo Carreño Busta Mariusz Fyrstenberg | 7-6(2), 7-5, [10-7]                    |
| 2017       | Jonathan Erlich Aisam-ul-Haq Qureshi   | Marcus Daniell Marcelo Demoliner        | 6-3, 7-6(3)                            |
| 2018       | Ivan Dodig Mate Pavić                  | Austin Krajicek Jeevan Nedunchezhiyan   | 6-2, 6-4                               |
| 2019       | Nikola Čačić Dušan Lajović             | Jonathan Erlich Fabrice Martin          | 7-6(3), 3-6, [10-3]                    |
| 2020- 2022 | Geen toernooi wegens de coronapandemie | Geen toernooi wegens de coronapandemie  | Geen toernooi wegens de coronapandemie |
| 2023       | Sadio Doumbia (1) Fabien Reboul (1)    | Francisco Cabral Rafael Matos           | 4–6, 7–5, [10–7]                       |
| 2024       | Sadio Doumbia (2) Fabien Reboul (2)    | Yuki Bhambri Albano Olivetti            | 6-4, 4–6, [10–4]                       |